# Dargaville
Dargaville in inglese, o Takiwira in māori, è un centro abitato della Nuova Zelanda, situato nella regione del Northland, sull'Isola del Nord.
Dargaville è nota per l'alta percentuale di residenti di origine croata. Il territorio circostante è una delle principali regioni del paese per la coltivazione della kumara (patata dolce) e quindi Dargaville è conosciuta da molti locali come la Capitale della kumara della Nuova Zelanda.
Dargaville è anche la porta di entrata per la foresta di Waipoua, un parco nazionale sede dei più grandi esemplari di kauri in Nuova Zelanda, tra i quali spicca Tane Mahuta (parola māori, che significa "Signore della foresta").